# Красинский, Станислав
Станислав Красинский (Stanisław Krasiński; 1585, Ружан — 1649) — государственный деятель Речи Посполитой XVI—XVII века.
Представитель польского дворянский род Красинских герба Слеповрон, происходящего от полулегендарного Ваврженты, бывшего гетманом у Конрада I, князя мазовецкого (1224).
С 1622 служил войским ружанским, с 1627 — земский судья в Цехануве, с 1637 — подкоморий Цеханува, с 1641 — каштелян серпцкий.
В 1632 — судья чрезвычайного суда Варшавы. В 1633 и 1635 избирался маршалком Генерального сеймика Мазовецкого, главным судьей коронного трибунала в 1633 году, заместитель Маршалка сейма Речи Посполитой 1634, 1635 и 1638 годах.
Сенатор Речи Посполитой.